# Дреновац (Параћин)
Дреновац је насеље у Србији у општини Параћин у Поморавском округу. Према попису из 2022. било је 1545 становника.
Овде се налази археолошки локалитет, велико насеље из доба неолита. Овај неолитски мегалополис датира из око 6200-те године п. н. е. Одређени делови су заштићени и у фази истраживања.
Овде се налазе Запис јасен код цркве (Дреновац), Запис Чоловића храст (Дреновац), Запис Миладиновића храст (Дреновац), Запис храст - млади (Дреновац) и Запис Ивановића и Трифуновића храст (Дреновац).

## Демографија
У насељу Дреновац живи 1656 пунолетних становника, а просечна старост становништва износи 42,6 година (40,9 код мушкараца и 44,3 код жена). У насељу има 547 домаћинстава, а просечан број чланова по домаћинству је 3,67.
Ово насеље је великим делом насељено Србима (према попису из 2002. године), а у последња три пописа, примећен је пад у броју становника.
|  |

| Демографија | Демографија | Демографија |
| Година      | Становника  | Становника  |
| ----------- | ----------- | ----------- |
| 1948.       | 2.233       |             |
| 1953.       | 2.452       |             |
| 1961.       | 2.496       |             |
| 1971.       | 2.412       |             |
| 1981.       | 2.354       |             |
| 1991.       | 2.278       | 2.202       |
| 2002.       | 2.009       | 2.136       |

| Етнички састав према попису из 2002.‍ | Етнички састав према попису из 2002.‍ | Етнички састав према попису из 2002.‍ | Етнички састав према попису из 2002.‍ | Етнички састав према попису из 2002.‍ |
| ------------------------------------ | ------------------------------------ | ------------------------------------ | ------------------------------------ | ------------------------------------ |
|                                      |                                      |                                      |                                      |                                      |
| Срби                                 | Срби                                 |                                      | 1.989                                | 99,00%                               |
| Роми                                 | Роми                                 |                                      | 6                                    | 0,29%                                |
| Црногорци                            | Црногорци                            |                                      | 3                                    | 0,14%                                |
| Југословени                          | Југословени                          |                                      | 3                                    | 0,14%                                |
| Хрвати                               | Хрвати                               |                                      | 2                                    | 0,09%                                |
| Словенци                             | Словенци                             |                                      | 1                                    | 0,04%                                |
| непознато                            | непознато                            |                                      | 5                                    | 0,24%                                |

| Година пописа     | 1948. | 1953. | 1961. | 1971. | 1981. | 1991. | 2002. |
| ----------------- | ----- | ----- | ----- | ----- | ----- | ----- | ----- |
| Број домаћинстава | 435   | 481   | 549   | 566   | 589   | 570   | 547   |

| Број чланова      | 1  | 2   | 3   | 4  | 5  | 6  | 7  | 8  | 9 | 10 и више | Просек |
| ----------------- | -- | --- | --- | -- | -- | -- | -- | -- | - | --------- | ------ |
| Број домаћинстава | 69 | 109 | 109 | 76 | 78 | 65 | 25 | 11 | 3 | 2         | 3,67   |

| Пол    | Укупно | Неожењен/Неудата | Ожењен/Удата | Удовац/Удовица | Разведен/Разведена | Непознато |
| ------ | ------ | ---------------- | ------------ | -------------- | ------------------ | --------- |
| Мушки  | 849    | 238              | 554          | 41             | 15                 | 1         |
| Женски | 879    | 133              | 558          | 165            | 21                 | 2         |
| УКУПНО | 1.728  | 371              | 1.112        | 206            | 36                 | 3         |

| Пол    | Укупно                    | Пољопривреда, лов и шумарство | Рибарство                            | Вађење руде и камена | Прерађивачка индустрија       |
| ------ | ------------------------- | ----------------------------- | ------------------------------------ | -------------------- | ----------------------------- |
| Мушки  | 453                       | 136                           | 0                                    | 0                    | 134                           |
| Женски | 199                       | 68                            | 0                                    | 0                    | 47                            |
| УКУПНО | 652                       | 204                           | 0                                    | 0                    | 181                           |
| Пол    | Производња и снабдевање   | Грађевинарство                | Трговина                             | Хотели и ресторани   | Саобраћај, складиштење и везе |
| Мушки  | 2                         | 20                            | 63                                   | 11                   | 20                            |
| Женски | 1                         | 0                             | 24                                   | 5                    | 3                             |
| УКУПНО | 3                         | 20                            | 87                                   | 16                   | 23                            |
| Пол    | Финансијско посредовање   | Некретнине                    | Државна управа и одбрана             | Образовање           | Здравствени и социјални рад   |
| Мушки  | 0                         | 5                             | 9                                    | 9                    | 6                             |
| Женски | 2                         | 3                             | 3                                    | 6                    | 24                            |
| УКУПНО | 2                         | 8                             | 12                                   | 15                   | 30                            |
| Пол    | Остале услужне активности | Приватна домаћинства          | Екстериторијалне организације и тела | Непознато            | Непознато                     |
| Мушки  | 7                         | 0                             | 0                                    | 31                   | 31                            |
| Женски | 3                         | 0                             | 0                                    | 10                   | 10                            |
| УКУПНО | 10                        | 0                             | 0                                    | 41                   | 41                            |